# Distorsió (música)
|  | Per a altres significats, vegeu «Distorsió (desambiguació)». |

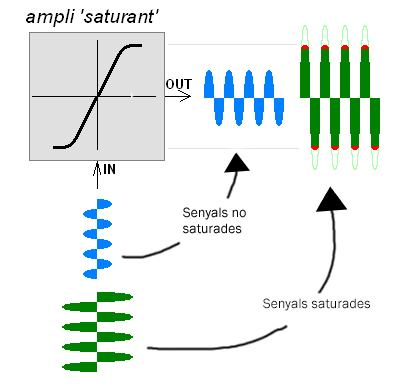
Representació visual de la distorsió

La distorsió, (englobant també el fuzz i l'overdrive), és una de les bases dels efectes sonors de la música actual. Es basa en l'alteració de les ones de so rebudes per un instrument amplificat i transformats llavors en una senyal més saturada. En sobrepassar un límit de saturació per part de l'element de reproducció (normalment un amplificador) el so produït ens arriba una senyal compresa o "clipped" que controlen els peaks de volum. Per tant, podem entendre la distorsió com a la diferència de senyal entre que entra i surt. El so característic ens ve donat per la suma de sobretons tant harmònics (que guarden relació tonal amb les notes que es toquen) com inharmònics, causant un so brut i poc precís, alhora molt potent. És molt comunament emprat en la guitarra elèctrica en gèneres com el rock, el metal i les seves branques, però es pot aplicar a qualsevol instrument, amb major o menor eficàcia.

## Orígens històrics
La distorsió a la música es genera accidentalment entre els '40 i els '50 degut a la saturació dels pics de volum permesos pels amplificadors de l'època, que no tenien gaire potència. Se li reconeix el mèrit del primer so involuntàriament distorsionat a Willie Kizart el 1951 amb el single Rocket 88 de Ike Turner & His Kings of Rhythm a qui se li va trencar una de les vàlvules de l'amplificador Fender, forçant així la sortida des de només una d'elles, arribant així que es coneix com a la creació del "Fuzz". Chet Atkins, entre d'altres, aconsegueix un efecte semblant utilitzant vàlvules diminutes per tal de poder aconseguir el mateix efecte de manera intencionada.
Amb el creixement de la necessitat d'aconseguir l'efecte distorsionat, fins aleshores aconseguit amb mètodes propis, les grans marques decideixen afegir-ho al seu catàleg de pedals d'efecte, desenvolupant la manipulació de la distorsió fins a arribar al que coneixem avui dia.

## Tipus de distorsió

### Distorsió lineal
La distorsió lineal es produeix en passar un sistema i sofrir algun tipus de variació en la seva freqüència i components. Aquest tipus de distorsió no respon a una necessitat musical sinó que més aviat és un simple fet acústic. No apareixen nous matisos ni sons dintre d'allò ja gravat.

### Distorsió no lineal
És la que coneixem i emprem a nivell musical. A més d'actuar com a filtre, el sistema genera una certa quantitat d'harmònics que doten un si (sinus), una senyal pura de certa freqüència, d'altres freqüències complementaries que enriqueixen el so.
La distorsió no lineal pot venir marcada per molts factors i aconseguir-se de diverses maneres diferents.

## Característiques de la distorsió no lineal

### Simetria de distorsió
Podem diferenciar-ne dos tipus.

#### Distorsió simètrica
És aquella distorsió en que s'activen les freqüències equivalents als harmònics de les octaves de la nota de la que consta el si. Si per exemple el si emet una freqüència de Do2, la distorsió originarà sons pel Do3, Do4, Do5 de manera proporcionada.

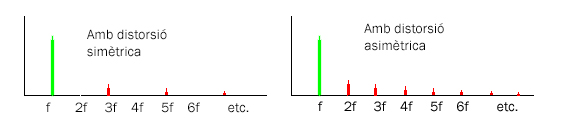
Simetria de la distorsió

#### Distorsió asimètrica
A la distorsió asimètrica, a part d'activar-se les freqüències que tripliquen, quintupliquen, septupliquen, etc. el valor del si, s'activen també les que el dupliquen, quadrupliquen, sextupliquen... D'aquesta manera, apart d'aconseguir sons d'octaves, aconseguim intervals de quintes que doten de color i calidesa els sons.
Aquest fenomen es pot conèixer també com a distorsió par o impar, però els manuals són ambiguus en la nomenclatura, ja que en alguns casos el si es considera f i en altres casos és el primer parcial el que rep el nom d'f. Amb la distinció simètrica s'esborra cap possibilitat d'equivocació.

### Llargària

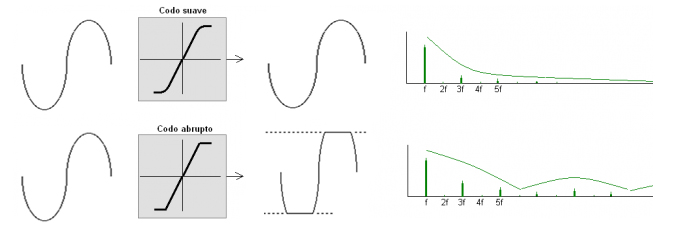
Llargària de la distorsió

Parlem de llargària no referida a la duració sinó més aviat a la quantitat d'harmonics que s'activen al llarg de l'espectre. Podem diferenciar-ne també dos tipus.

#### Llargues
És aquella en que la distorsió supera uns límits de capacitat que pot acceptar el sistema i, per tant, les ones es retallen, el que es coneix com a clipping. Aquest efecte crea una gran quantitat d'harmònics emetent un so molt poc natural i brut.

#### Curtes
La distorsió no actua molt en la forma de la ona i, per tant, els harmònics que apareixen son menys, en menor volum i més concentrades, per tant tenim un so més natural.

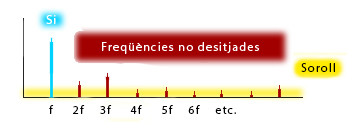
Distorsió harmònica

### Distorsió harmònica
Depenent del sistema de reproducció que emprem rebrem també diferents valors de THD (distorsió harmònica total). Coneixem com a distorsió harmònica total tots aquells sons que pertanyin a una freqüència diferent a la del si. A més, alguns cops veiem la nomenclatura THD+N, en la que s'afegeix el valor del soroll (noise).

## Efectes musicals
La saturació s'ha emprat a la música de maneres vàries, pero reconeixem tres efectes fonamentats en aquests principis que esdevenen els més utilitzats. Parlem de l'overdrive, el fuzz, i la distorsió (com a efecte i no com a fenomen).

### Overdrive
Afecta en mitjana mesura el segon harmònic, generant pics irregulars. Guanyen força els tons baixos i mitjans. Embruta el so, pero manté la nota fonamental i el so natural de la guitarra distingible. So característic emprat per guitarristes com Brian May, guitarrista de Queen o Stevie Ray Vaughan.

### Fuzz
Dona molta força al segon harmònic i en comparació, a l'overdrive, es generen molts més pics de senyal. Els aguts queden en un segon pla i d'aconsegueix un so dens i de poca nitidesa. Aquest efecte és emprat per exemple a Revolution de The Beatles o a 3's and 7's de Queens of Stone Age.

### Distorsió
Guanyen força segon i tercers harmònics. Alta saturació de la senyal, pèrdua total de la distinció de la nota fonamental i irregularitat de la ona. En pujar la distorsió guanyen força els baixos, però es poden apreciar clarament els tons alts i mitjans. Els pics són uniformes i compactes. Molt emprat durant la dècada dels 80.